# آرناد
آرناد (به ایتالیایی: Arnad) یک کومونه در ایتالیا است که در واله دائوستا واقع شده‌است.

## خصوصیات
آرناد ۲۸ کیلومترمربع مساحت و ۱٬۲۹۹ نفر جمعیت دارد و ۳۶۱ متر بالاتر از سطح دریا واقع شده‌است.